# Infanta Margarita Teresa în rochie albastră
Infanta Margarita Teresa în rochie albastră este unul dintre cele mai cunoscute portrete ale pictorului spaniol Diego Velázquez. Realizat în ulei pe pânză, pictura măsoară 127 cm înălțime pe 107 cm lățime și a fost unul dintre ultimele tablouri ale lui Velázquez, produse în 1659, cu un an înainte de moartea sa. Pictura o prezintă pe Margarita Teresa a Spaniei, care apare și în pictura Las Meninas realizată de același artist. În prezent, tabloul se află în Muzeul de Istorie a Artei din Viena.
Acesta este unul dintre cele câteva portrete ale curții realizate de Velázquez cu diferite ocazii, ale infantei Margarita Teresa care, la cincisprezece ani, s-a căsătorit cu unchiul ei, Leopold I al Sfântului Imperiu Roman. Aceste tablouri o arată în diferite etape ale copilăriei; au fost trimiși la Viena pentru a-l informa pe Leopold despre cum arăta tânăra sa logodnică.
Muzeul de Istorie a Artei din Viena are alte două picturi ale lui Velázquez: Infanta Maria Teresa și Portretul prințului Filip Prospero. Cu toate acestea, acest portret al infantei Margarita este, probabil, cel mai bun dintre cele trei.
În acest portret, Velázquez a folosit tehnica unor pensule libere care se contopesc doar atunci când sunt privite de la o anumită distanță. Infanta, având aici opt ani, este prezentată cu o expresie solemnă. Poartă o rochie de mătase albastră, care este împodobită cu margini de argint după moda spaniolă a epocii; cea mai marcantă caracteristică este întinderea uriașă a voluminoasei crinoline, care este accentuată de marginile decupate și de gulerul larg de dantelă. Într-una din mâini ține un manșon de blană maro, poate un cadou provenit de la Viena. Tânăra, care este prezentată ca fiind drăguță și atrăgătoare, are o înfățișare palidă, fiind îmbunătățită de tonurile de albastru și argintiu. În fundal, este prezentată o masă înaltă cu o oglindă rotundă în spatele ei.